# Bioa Putiak
Bioa Putiak is een bestuurslaag in het regentschap Lebong van de provincie Bengkulu, Indonesië. Bioa Putiak telt 584 inwoners (volkstelling 2010).